# Janina Frątczak
Janina Frątczak, z d. Danilczuk, primo voto Kalina (ur. 25 stycznia 1949 w Rynkach, zm. 25 sierpnia 2013 w Krakowie) – polska lekkoatletka, specjalizująca się w pchnięciu kulą, medalistka mistrzostw Polski.

## Kariera sportowa
Była zawodniczką Wisły Kraków.
Na mistrzostwach Polski seniorek na otwartym stadionie zdobyła pięć medali w pchnięciu kulą - srebrne w 1971, 1973 i 1974 oraz brązowe w 1975 i 1977). W halowych mistrzostwach Polski seniorek zdobyła również pięć medali w pchnięciu kulą: srebrne w 1976 i 1974 oraz brązowe w 1973, 1977 i 1978.
Wystąpiła w 17 spotkaniach międzynarodowych.
Ukończyła Studium Nauczycielskie w Krakowie, następnie była nauczycielką w-f, m.in. w Bełchatowie.
Rekord życiowy w pchnięciu kulą: 17,24 (1.09.1974).
Jej imieniem nazwano w 2013 ulicę w Bełchatowie.